# ジャン・カルヴァン
ジャン・カルヴァン（フランス語: Jean Calvin [ʒɑ̃ kalvɛ̃]、1509年7月10日 - 1564年5月27日）は、フランス出身の神学者。マルティン・ルターやフルドリッヒ・ツヴィングリと並び称される、キリスト教宗教改革初期の指導者である。また、神学校として1559年に創設されたジュネーヴ大学の創立者でもある。
カルヴァンの神学は、ルター派など一部を除き教派の違いを超えてプロテスタント諸派に大きな影響を与えた。そこにおいて強調されるのは、神の絶対性、聖書の権威、神意による人生の予定、長老による教会政治、信者の訓練などである。プロテスタント教会のひとつである改革派教会は、彼の思想的流れを汲む教会となっている。

## 生涯

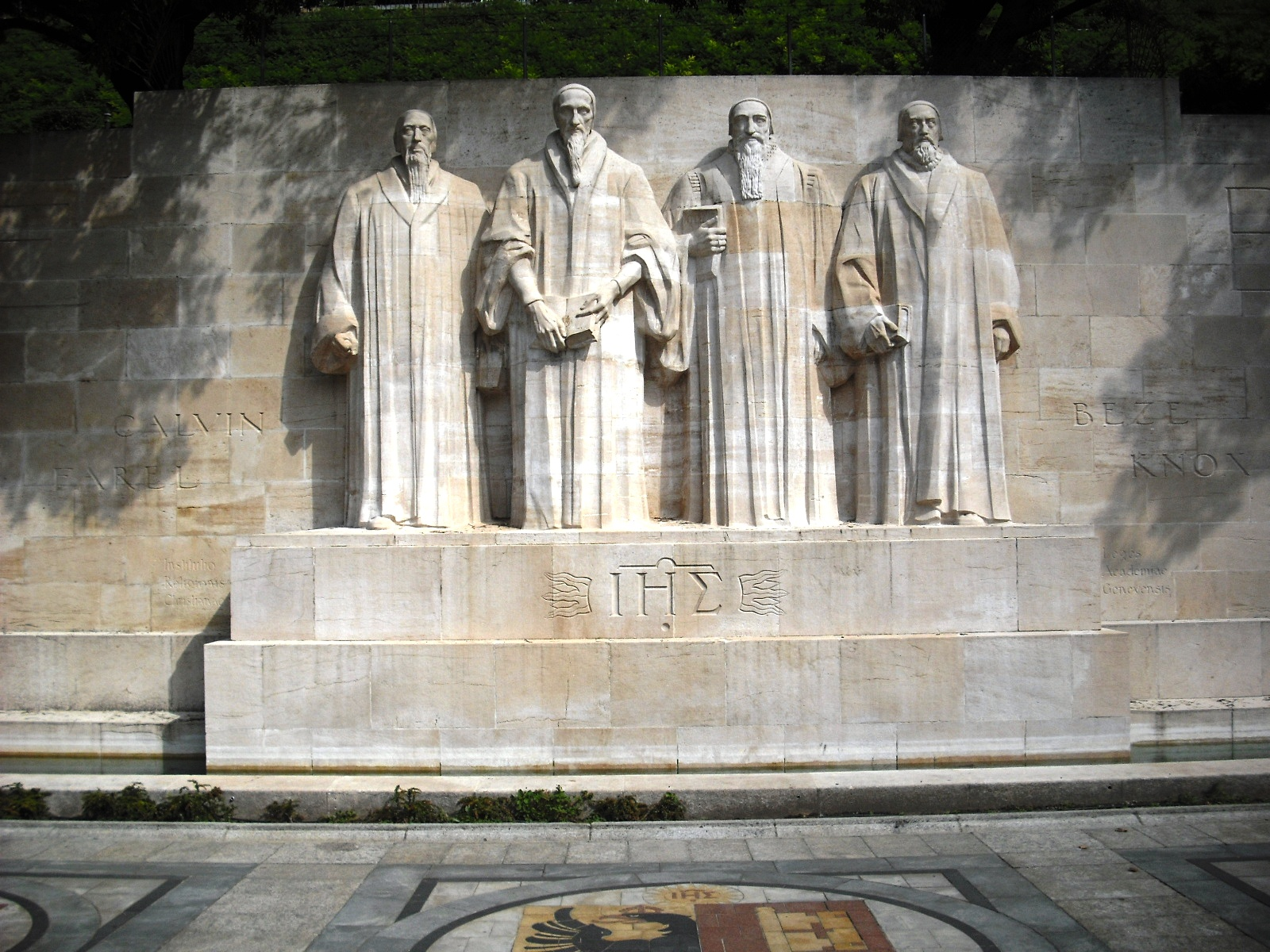
生誕400年を記念して建てられた国際宗教改革記念碑
左からギヨーム・ファレル、カルヴァン、テオドール・ド＝ベーズ、ジョン・ノックス

1509年フランス北部ピカルディ地方のノワイヨンで法律家の子として生まれる。1523年14歳でパリ大学に留学し、哲学、神学を学び、その後法学を学んでブルージュ大学を卒業。人文主義的な教養を身に付けた。ルキウス・アンナエウス・セネカの『寛容書簡（寛容について)』を翻訳し、1532年にパリで刊行。1533年ごろ、突然の回心を経験したという。
1534年、パリで檄文事件が起こるとプロテスタントへの弾圧が激しくなり、バーゼルに亡命した。

### キリスト教綱要の出版
1536年3月、26歳の時にバーゼルで『キリスト教綱要』（初版本、ラテン語）を刊行。この本は広く読まれ、その名を世に知られた。カルヴァンは名高い論争家で、論敵との議論の必要性から『キリスト教綱要』も5度にわたって改訂・増補され、1559年出版の最終版は初版本（1巻本）の数倍もの分量になった。1541年にはフランス語版が刊行された。
同年、旅行中に偶々滞在したスイスのジュネーヴ市で、牧師のギヨーム・ファレルに要請されて同市の宗教改革に協力する。1538年、教会勢力の拡大を恐れた市当局によってファレルらと共に追放の憂き目を見るが、約半年間バーゼルに滞在したのち、ストラスブール（シュトラースブルク）に3年間滞在した。

### 神権政治
そして1541年には、市民の懇請によってジュネーヴに戻る。以後30年近くにわたって、神権政治（または神政政治、セオクラシー）を行って同市の教会改革を強力に指導した。ジュネーヴにおいてカルヴァンは厳格な統治を行い、市民の日常生活にも厳しい規律・戒規を求めた。

### ミシェル・セルヴェの処刑
神学者ミシェル・セルヴェは、『七つの書物における三位一体説の誤謬』（De Trinitatis erroribus libri septem）という中世ラテン語の小冊子を出版し、神における三人格の三位一体に疑いを投げかけ、否定していた。1553年に、カルヴァンの手の者によって異端者として告発され、ジュネーヴ市当局によって生きながら火刑へ処された。この事件に対して、セバスチャン・カステリオンなどの反カトリック陣営はカルヴァンを非難した。
処刑に先立ってカルヴァン側は、セルヴェへの処遇を同盟諸都市に尋ねていた。集まった意見は厳重な処置に賛成するものであったが、しかしながら死刑を勧めるものは一つもなかった。カルヴァン自身は、のちに『セルヴェの誤謬を駁す』『聖三位一体についての正統進行の弁護』で火刑は本意ではなかったと説明したが、セルヴェの生前において「セルヴェがジュネーヴに来たら、生きて去らせることはしない」と周囲へ語っていた。
1555年には、カルヴァン派の市長が4人となった。

### 死去
1564年5月27日に死去。没後の1667年には、著作全集がアムステルダムで刊行された。

## 思想の影響

### 予定説
「カルヴァン神学の中心教義は予定説（二重予定説）である」というアレクサンダー・シュヴァイツァーの学説は、マックス・ヴェーバーらに影響を及ぼした見方ではあるが、現在は支持されないという主張を行う者が現れているがその者の名前を知る者は多くはない。「予定」の項目が現れるのは、『キリスト教綱要』第3版からである。カルヴァンの中心思想を特定することは困難であるが、「神中心主義」などと表現されることが多くなった。
予定の教義は、カルヴァンの死後も後継者の手によって発展し、1619年、ドルト会議の「ドルト信仰基準」（ドルト信仰告白）などを経て、カルヴァンの死から約100年後のウェストミンスター教会会議（1643年7月1日 - 1649年2月22日）において採択された「ウェストミンスター信仰告白」（1647年）によって現在見られるような形で一応完成した。それ以来、改革派神学者の保守的陣営において、19世紀の終わりまでは二重予定論に関して、ウェストミンスター信仰告白の枠組みを抜本的に変えることを迫るほどの新しく有効な議論が起こされた形跡はない。
しかし20世紀に入ると、カール・バルトが主著『教会教義学』等のなかでカルヴァンやウェストミンスター信仰告白の二重予定説を強く批判したのを受けて、それまでは保守的陣営にとどまっていた改革派神学者たち自身が、二重予定説の立論そのものについての抜本的な再検討へと動き始めた。
とくに、アムステルダム自由大学神学部で長く教鞭をとった改革派教義学者ヘリット・コルネーリス・ベルカウワーによる再検討は、抜本的なものであった。ベルカウワーは、神の予定の二重性は「非均衡的」であること、つまり、選びと遺棄は同等の強調を置かれるべきではないこと、また、「キリストにある選び」(Election in Christ) という点、つまり、予定論のキリスト論的側面を強調することが重要であることなどを主張した。
ただし、バルト自身の予定論（恵みの選びの教説）の大意は「神の御子イエス・キリストが十字架において遺棄されることによって、万人が選びに定められた」ということであり、人間のなかに救いへと選ばれる者と遺棄される者がいるとするカルヴァンの予定論とは全く趣を異にするものである。
カルヴァンは、職業は神から与えられたものである（職業召命観）とし、
得られた富の蓄財を認めた。この思想は、当時中小商工業者から多くの支持を得て、資本主義の幕開けを思想の上からも支持するものであったとされる。

### カルヴァン主義

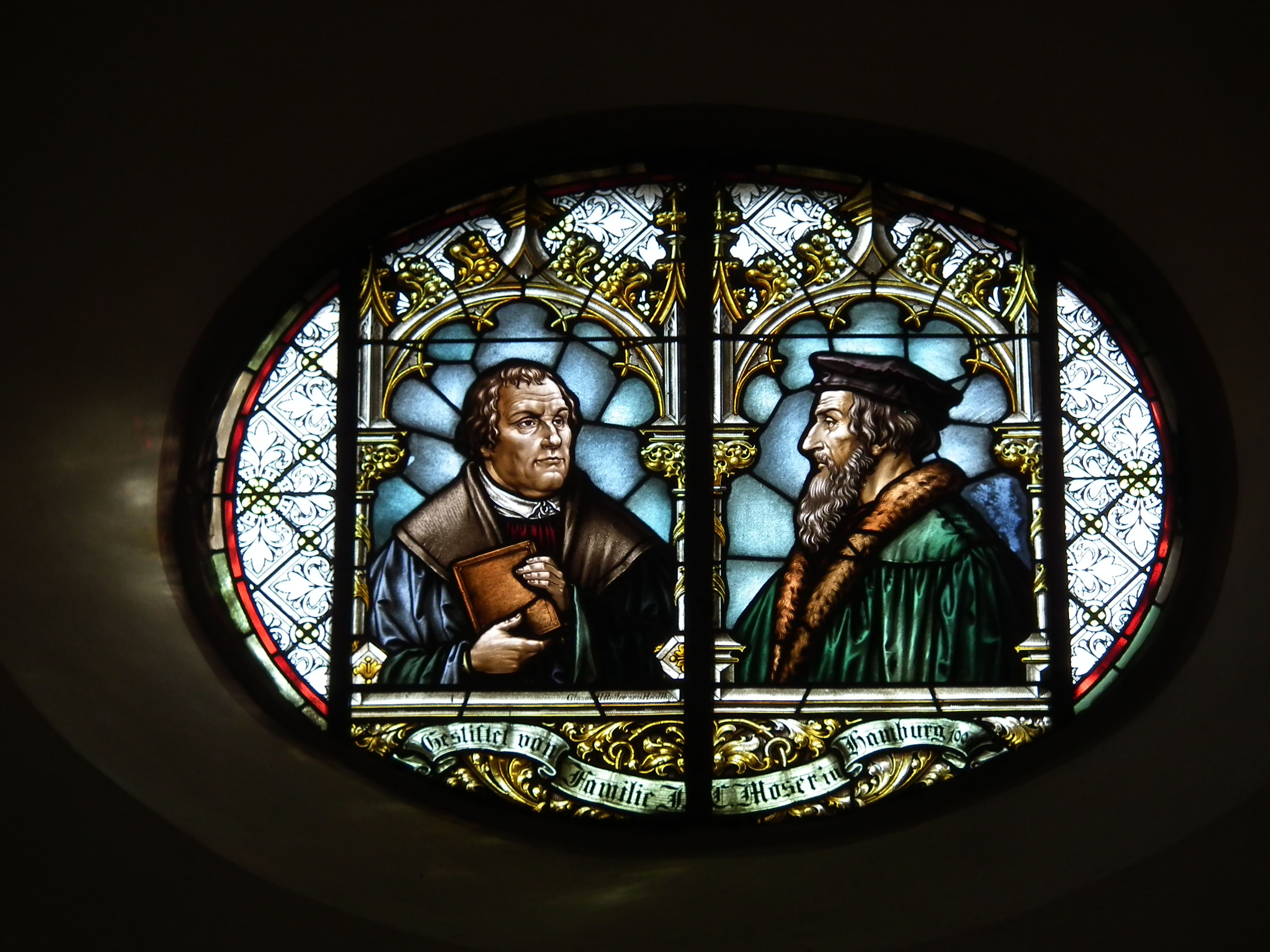
カルヴァン（右）が描かれたステンドグラス。左側はマルティン・ルター

カルヴァンは改革派教会、改革長老教会を方向づけ、多大な影響を残す巨星ではあるが、改革派的教義を掲げ、長老主義的教会政治を重んじる教会は、カルヴァンに始まるものでもカルヴァン個人の信仰理解に立つものでもない。保守的カルヴァン主義者として名高いオランダの改革派教義学者ヘルマン・バーフィンクでさえ、「改革派教義学はツヴィングリと共に始まった」と書いている。
- とくに社会学や歴史学や政治学等の文脈で用いられる場合、カルヴァン主義、カルヴァン主義者という用語は予定論者とほとんど同義に用いられることがある。その代表的な例は、マックス・ヴェーバーの『プロテスタンティズムの倫理と資本主義の精神』やエルンスト・トレルチの『キリスト教会ならびに諸集団の社会教説』である[11]。そして、その場合の「カルヴァン主義」とは、しばしば、カルヴァン本人の信仰理解とは必ずしも一致しているわけではないという意味で語られる。たとえば、トレルチにとっての「カルヴァン主義者」の最大のモデルは、主著『カルヴァン主義』[12]の著者、アブラハム・カイパーである。カイパーの立場は「新カルヴァン主義」(Neo Calvinism) などと呼ばれ、カルヴァン自身の立場とは区別される。しかし、カルヴァンとカルヴァン主義者を極度に対立的に扱うことに対して慎重であるべきとする有力な声（ポール・ヘルム（英語版）ら）[13]もある。

「カルヴァン派」という呼び方は、宗教改革初期における各都市の教会改革指導者の分類を必要とする、歴史的話題においては用いられる。具体的には「改革派」として「ツヴィングリ派」と統合される以前には確かに「カルヴァン派」といえる勢力が存在し、「急進派」とも「ルター派」とも異なる思想や方針を持っていた。
現在、「カルヴァン主義」もしくは「カルヴァン派」という言葉を教団名に冠する例は知られていない。神学校の名称としては、北米キリスト改革派教会が経営するカルヴィン神学校がアメリカ合衆国ミシガン州グランドラピッズにあり、欧米のカルヴァンならびに改革派神学の研究の一大拠点となっている。

## 批判
1553年のセルベートの処刑について、宗教的不寛容ないし裁きを神に委ねなかったという意味で、カルヴァン生涯最大の汚点という論者も絶えない。亡命ユダヤ人シュテファン・ツヴァイクはカステリオンとカルヴァンの対決を扱った評伝『権力と戦う良心』 で、カルヴァンと当時のジュネーヴ市をアドルフ・ヒトラーとナチス治下のベルリンになぞらえて、カルヴァンを絶対的な権力を振るう人物として描いている。日本の渡辺一夫も本来手段であった権力を全面的に追求することになったと評価し、大江健三郎もこれに賛同している。
また、ジュネーヴの近くにある、セルベートが火刑で苦しんだ教会には「当時の誤謬は非難されるべきにもかかわらず、わたしたちの偉大なる改革者であるカルヴァンの従順で誠意ある後継者として、良心の自由に堅く立つ者として、また宗教改革と福音の真の理念に従って、われわれは、ここに贖罪の碑を建て続けるものである。1903年10月27日」と銘文の刻まれた贖罪の碑が建てられている。

## 著作
主著は『キリスト教綱要』。
- 中山昌樹訳、新生堂、1934-1939年

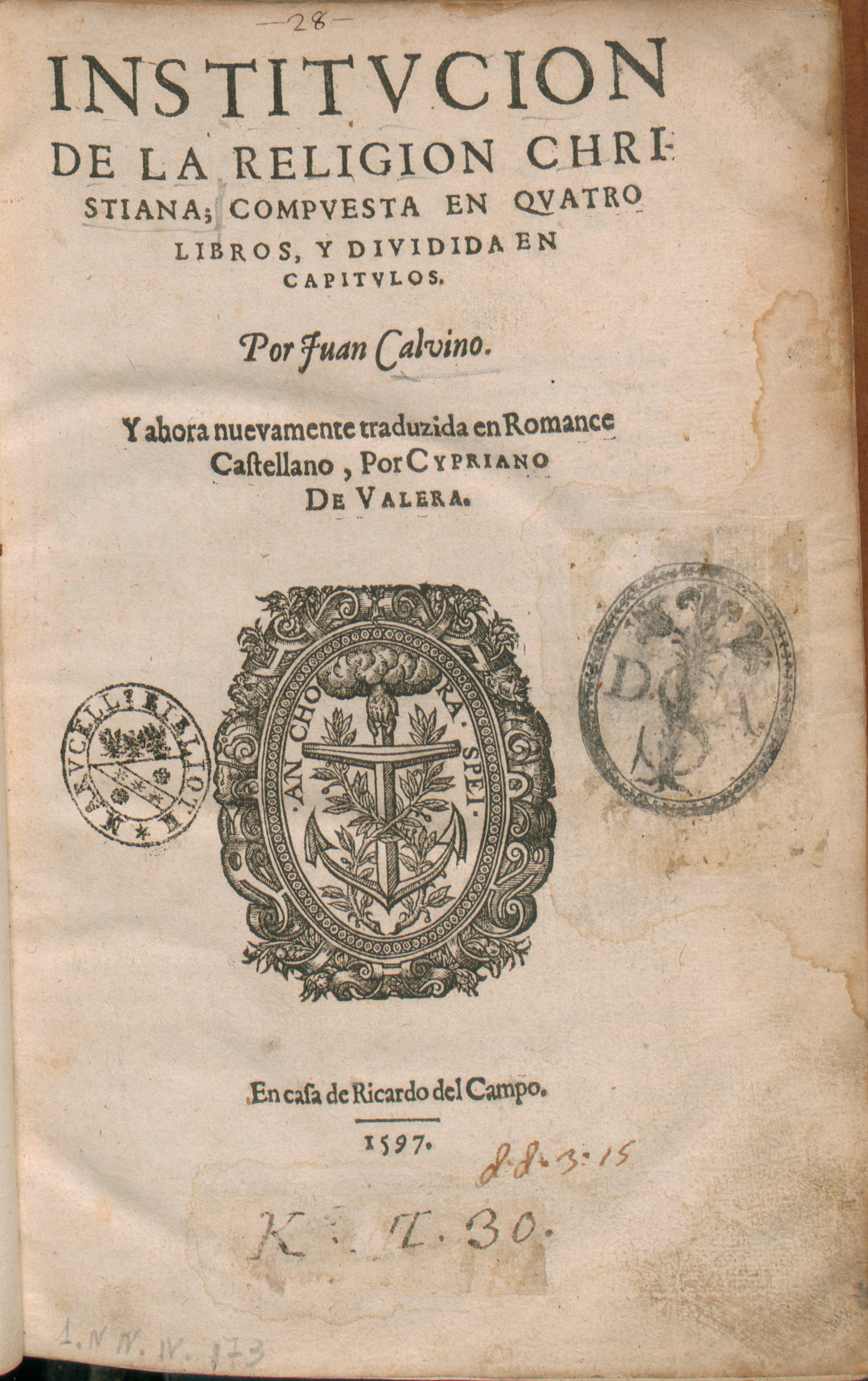
Institutio christianae religionis, 1597

- 『キリスト教綱要』(底本は最終版の第5版)、渡辺信夫訳、新教出版社,1962年、改訳2007年
- 「キリスト教綱要（初版）」、久米あつみ訳、『宗教改革著作集』第9巻、教文館、1986年
- 『キリスト教綱要 初版』、深井智朗訳、講談社学術文庫、2025年

聖書注解
ほかに多くの聖書注解（旧約・新約）を残した。
- 『旧約聖書註解』・『新約聖書註解』、新教出版社。
- 『神学論文集』、赤木善光訳、新教出版社。

説教集
また、多くの説教集も出版された。日本語で読めるカルヴァンの説教集には、以下のようなものがある。
- 『苦難と栄光の主 イザヤ書53章による説教』、渡辺信夫訳、新教出版社、1958年。
- 『霊性の飢餓 まことの充足を求めて』、野村信訳、教文館、2001年。
- 『命の登録台帳 エフェソ書第1章（上）』、アジア・カルヴァン学会編訳、キリスト新聞社、2006年。
- 『ジュネーヴ教会信仰問答 翻訳・解題・釈義・関連資料』、渡辺信夫訳、教文館、1998年。